# Xuayb ibn Mahdan
Xuayb (àrab: شُعَيْب, Xuʿayb) és un profeta preislàmic que és esmentat diversos cops a l'Alcorà. Segons l'Alcorà fou posterior als profetes Hud, Sàlih i Lut.[Alcorà 11:91] També recull que fou enviat als «habitants de Laika» (o potser «habitants del Bosc» o «de l'Espessor») i també s'hi explica que fou enviat a Madyan,[Alcorà 7:85], [11:84], [11:94–95] i [29:36] una regió al nord-est de la Península aràbiga, prop del golf d'Àqaba. Com que a l'Alcorà Madyan es relaciona amb Moisès, l'exegesi islàmica ha vist en Xuayb el sogre de Moisès, Jetró, esmentat explícitament a la Bíblia però no a l'Alcorà, o, si més no, un oncle de Jetró.
La predicació de Xuayb és recollida, sobretot, en tres conjunts d'aleies de l'Alcorà: 7:85–93, 11:84–95 i 26:176–191. Segons aquestes narracions, que segueixen l'esquema alcorànic comú a les profecies, després d'haver rebut la crida de Déu, Xuayb va predicar el monoteisme entre els seus conciutadans, però els líders de la comunitat el van rebutjar, arribant a pensar en lapidar-lo; aleshores, un terratrèmol va assolar la regió, destruint les cases i matant a tota la població llevat de Xuayb i els seus seguidors.